# Gluviopsis caporiaccoi
Gluviopsis caporiaccoi är en spindeldjursart som beskrevs av Max Vachon 1950. Gluviopsis caporiaccoi ingår i släktet Gluviopsis och familjen Daesiidae. Inga underarter finns listade i Catalogue of Life.